# Liqian
Liqian (chinesisch 骊靬, Pinyin Líqián) ist ein ehemaliger Kreis am Rande der Wüste Gobi in der Provinz Gansu in der Volksrepublik China. Heute befindet sich hier der Kreis Yongchang.
Mit der Gegend ist die Hypothese verbunden, es lebten hier die Nachfahren römischer Soldaten von Carrhae. Am Ort wird dies touristisch umgesetzt.
Chinesische Experten wie auch Archäologen und eine genetische Studie der Y-Chromosomen im Jahr 2007 fanden keine Beweise für die Hypothese.